# Kamnik Challenger 2001
Il Kamnik Challenger 2001 è stato un torneo di tennis facente parte della categoria ATP Challenger Series nell'ambito dell'ATP Challenger Series 2001. Il torneo si è giocato a Kamnik in Slovenia dal 24 al 30 settembre 2001 su campi in terra rossa.

## Vincitori

### Singolare
Željko Krajan ha battuto in finale  Vasilīs Mazarakīs con il punteggio di 6–2, 3–6, 7–6(7)

### Doppio
Igor Brukner /  Jaroslav Levinský hanno battuto in finale  Salvador Navarro /  Vincenzo Santopadre con il punteggio di 6–3, 1–6, 6–4